# Ondskan (phim)
Ondskan (tiếng Anh: Evil) là một bộ phim điện ảnh chính kịch của Thụy Điển được công chiếu tại các rạp phim ở Thụy Điển vào ngày 26 tháng 9 năm 2003, do Mikael Håfström làm đạo diễn, dựa trên cuốn tiểu thuyết bán tự truyện cùng tên của Jan Guillou từ năm 1981. Phim có sự tham gia diễn xuất của Andreas Wilson, Henrik Lundström và Gustaf Skarsgård. Bộ phim lấy bối cảnh tại một trường nội trú tư thục vào cuối thập niên 1950 với trọng tâm là đề tài bạo lực học đường.
Bộ phim đã nhận được đề cử giải Oscar cho Phim ngoại ngữ xuất sắc nhất tại lễ trao giải Oscar lần thứ 76. Tác phẩm còn đoạt ba giải Guldbagge của Thụy Điển, tính cả Phim xuất sắc nhất.

## Nội dung
Năm 1958, cậu nhóc 15 tuổi Erik Ponti sống cùng mẹ và người cha dượng tàn ác ở Stockholm. Ở nhà, cha dượng đánh cậu mỗi ngày sau bữa tối. Người mẹ dễ sai bảo của cậu buộc phải lờ đi bản chất ác dâm của chồng và để cho bạo lực tiếp diễn, do bà sợ phải can thiệp và thay vào đó chơi dương cầm để tránh nghe thấy tiếng ồn của vụ bạo hành. Ở trường, Erik rất bạo lực và thường xuyên đánh nhau, do cậu bị nuôi dạy bạo lực từ nhỏ. Sau một vụ ẩu đả chiến đặc biệt ác liệt, Erik bị đuổi học. Hiệu trưởng nhận xét cậu là xấu xa và cáo buộc cậu là cái ác thuần túy. Nhằm mang đến cho con trai mình một khởi đầu mới và cơ hội cuối để hoàn thành việc học, mẹ cậu đã bán một số đồ gia truyền có giá trị của mình và gửi Erik đến một trường nội trú giàu có.
Sau khi đến Stjärnsberg nhận ra trường nội trú là cơ hội cuối cùng để đạt được Sixth Form, Erik cố quên đi xu hướng bạo lực của mình. Tại ngôi trường danh giá, 12 thành viên của Sixth Form lập nên Hội học sinh. Họ áp đặt một luật ác độc lên trường học và trừng phạt bằng thể chất và tâm lý với những học sinh không vâng lời; hành vi này hoàn toàn bị các nhân viên của trường phớt lờ, họ lựa chọn để học sinh tự quản lý hành vi của nhau. Khi Erik từ chối tuân theo những yêu cầu lố bịch của hai thành viên Hội học sinh là Silverhielm và Dahlén, cậu trở thành mục tiêu bị bắt nạt không ngừng. Việc cậu từ chối hạ thấp bản thân bằng cách tuân theo những hình phạt nhục nhã của họ làm cậu bị phạt nhiều lần vào cuối tuần. Erik kết bạn với người bạn cùng phòng trí thức Pierre, cậu này cố sống thầm lặng để tránh bị bắt nạt.
Trong lúc đang ở trong nhà bếp của trường vào một ngày cuối tuần, sau một ngày lao động đặc biệt mệt mỏi, Erik gặp Marja, một nhân viên quán cà phê xinh đẹp có thị thực lao động từ Phần Lan. Cả hai bắt đầu quan hệ tình cảm khi Marja ngưỡng mộ tính cách kiên cường và chính trực của Erik. Trong khi đó, Erik đăng ký tham gia đội bơi lội. Một trận đấu bơi lội sắp diễn ra và Erik quyết tâm giành chức vô địch, nhưng cậu sớm nhận ra rằng để vô địch, cậu phải đánh bại đương kim vô địch của trường - con trai nhà tài trợ nổi bật nhất cho trường. Cậu biết rằng việc vô địch sẽ biến cậu trở thành mục tiêu bị bắt nạt hơn bao giờ hết, nhưng vị huấn luyện viên bơi lội công bằng và tận tâm cam đoan với cậu rằng đó là vấn đề danh dự và cậu không được thua. Rồi Erik giành chức vô địch, phá một số kỷ lục của trường và làm bẽ mặt một số thành viên của Sixth Form, và chúng đành mỉa mai vỗ tay khi thành tích của cậu được huấn luyện viên bơi lội công bố.
Nhân dịp nghỉ Giáng Sinh, Erik ghé về thăm nhà. Cha dượng đánh đập cậu không thương tiếc, trong khi mẹ anh chơi đàn dương cầm để lấp đi âm thanh của cây gậy. Khi cậu trở lại trường học, hội học sinh bắt đầu nhắm vào Pierre, người bạn tri thức của Erik. Pierre không chịu phản kháng. Đau đớn khi thấy bạn mình bị sỉ nhục, Erik rời đội bơi vì tin rằng điều này sẽ cứu bạn mình khỏi bị liên tục bắt nạt. Nhưng điều đó dường như chưa đủ. Một lúc sau, Erik được gọi đến phòng của chủ tịch hội đồng là Silverhielm. Ở đó, Pierre bị bắt lột quần áo còn Dahlén dọa sẽ châm điếu thuốc vào ngực cậu ấy, nhưng thay vào đó, Erik đã tình nguyện thay bạn mình và kiên cường chịu đựng cơn đau. Ngày hôm sau, Pierre được thách đấu với hội học sinh. Cậu ấy bị đánh đập dã man nhưng không tuân theo yêu cầu của họ.
Ngày hôm sau, Erik bị phục kích trên đường đi bộ trở về từ nơi giam giữ. Họ trói cậu xô xuống đất và đổ nước sôi lên người cậu, rồi đổ nước lạnh và định để cậu chết cóng ngoài trời. Tuy nhiên, cậu được Marja giải cứu. Cả hai ngủ cùng nhau và Erik trở về phòng thì thấy Pierre đã rời trường. Erik, cay đắng và chán nản, thách đấu Dahlén và von Schenken. Cậu nhanh chóng đánh bại cả hai, rồi đi tìm Marja, nhưng biết tin cô đã rời đi Phần Lan sau khi bị sa thải không rõ lý do.
Hiệu trưởng Silverhielm lấy được một bức thư tình mà Marja gửi cho Erik, dẫn đến việc Erik bị đuổi học vì có quan hệ tình dục với một nhân viên trong trường. Erik lùng sục và tìm ra Silverhielm trong rừng để trả thù và dọa sẽ giết cậu ta. Silverhielm quỳ gối cầu xin tha mạng sau khi sợ hãi đến phát khóc và nôn mửa, thì Erik thấy mình sắp bộc lộ xu hướng bạo lực nên đã kiềm chế và cam đoan với Silverhielm rằng cậu sẽ không giết cậu ta vì hai người không giống nhau. Erik trở lại trường với người bạn của gia đình mẹ cậu, một vị luật sư tên Ekengren. Ekengren đối mặt với hiệu trưởng và cho rằng việc nhà trường đoạt lấy bức thư của Marja là vi phạm nghiêm trọng luật bí mật thư từ của Thụy Điển và dọa công bố văn hóa coi thường luật pháp cũng như sự cố tình phớt lờ của hiệu trưởng và các nhân viên khác trong trường. Sau đó Erik được bỏ đình chỉ và đi học trở lại, nhận lại bức thư từ Marja và được phép kết thúc học kỳ cuối trong hòa bình tương đối.
Năm học kết thúc, Erik trở về nhà và thấy mẹ cậu bị cha dượng đánh đập. Cha dượng cố đánh cậu một lần nữa, nhưng Erik cảnh báo ông ta rằng mọi chuyện đã kết thúc. Cậu nói với mẹ mình (lúc ấy bị sốc) rằng đây là lần cuối cùng gia đình xảy ra bạo lực và tự đóng cửa sau lưng mình, khi cậu chuẩn bị đáp trả cho nhiều năm bị cha dượng bạo hành và đánh đập. Người cha dượng vĩnh viễn rời khỏi gia đình và bị giết trong bệnh viện. Erik làm hòa với Pierre khi cậu bạn chuẩn bị đến Geneva để tiếp tục con đường học vấn của mình, rồi Erik bắt đầu liên lạc với Marja, lên kế hoạch xây dựng gia đình và thực hiện ước mơ trở thành luật sư.

## Phân vai
- Andreas Wilson vai Erik Ponti
- Henrik Lundström vai Pierre Tanguy
- Gustaf Skarsgård vai Otto Silverhielm
- Linda Zilliacus vai Marja
- Jesper Salén vai Gustaf Dalén
- Peter Eggers vai Karl von Rosen
- Filip Berg vai Johan
- Johan Rabaeus vai cha dượng của Erik
- Marie Richardson vai mẹ Erik
- Magnus Roosmann vai Tosse Berg, giáo viện dạy thể dục
- Ulf Friberg vai Tranströmer, giáo viên dạy môn sinh học
- Lennart Hjulström vai Lindblad, hiệu trưởng Stjärnsberg
- Mats Bergman vai Melander, giáo viên dạy môn lịch sử
- Kjell Bergqvist vai Gunnar Ekengren, luật sư
- Björn Granath vai hiệu trưởng
- Fredrik af Trampe vai von Schenken
- Petter Darin vai von Seth

## Sản xuất
Dựa trên một trong những cuốn sách bán chạy nhất của Thụy Điển thời hiện đại, đã có những bàn luận về việc chuyển thể thành phim trong nhiều năm (kể cả một số lần thất bại), trước khi Mikael Håfström được mời làm đạo diễn bộ phim. Ban đầu dự án được thai nghén thành một bộ phim truyền hình dài tập, nhưng Håfström thấy mình chưa sẵn sàng cho một quá trình sản xuất dài kì như vậy. Thay vào đó, anh đã đợi vài năm và cuối cùng thuyết phục được các nhà sản xuất biến nó thành phim điện ảnh. Håfström đã mời Hans Gunnarsson (một đồng nghiệp anh từng làm việc cùng) làm đồng tác giả kịch bản, và quá trình sáng tác cũng như lên kinh phí được tiến hành nhanh chóng. Kinh phí bộ phim là 20 triệu krona Thụy Điển.
Việc tuyển chọn diễn viên phụ diễn ra mà không gặp bất kỳ khó khăn đáng kể nào, song mặc dù đã có hơn 120 ứng viên đi thử vai, nhưng đoàn phim vẫn chưa tìm được diễn viên chính khi chỉ còn hai tuần nữa là bộ phim bấm máy ghi hình. Cuối cùng, đạo diễn lựa chọn Andreas Wilson, một nam người mẫu trẻ với kinh nghiệm diễn xuất rất hạn chế mà ông từng gặp lướt qua tại một bữa tiệc sinh nhật. Håfström đã liên lạc với những người mà ông biết từng tham gia bữa tiệc để lấy số điện thoại của Wilson, sau đó ông gọi cho anh và mời anh đến. Håfström ngay lập tức chắc chắn rằng mình đã tìm đúng người, và sau một vài cuộc kiểm tra thể chất, Wilson đã được giao vai diễn này. Trước khi bắt đầu ghi hình, Wilson đã được tập luyện bơi lội để học cách bơi trườn sấp theo những vận động viên bơi lội ở thập niên 1950.

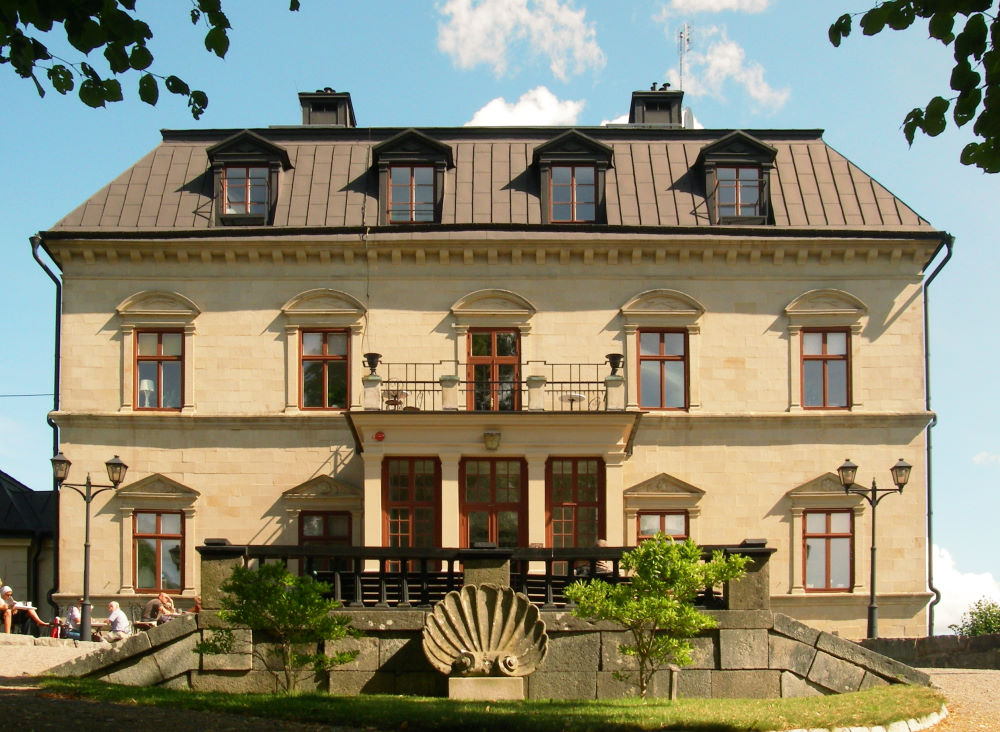
Lâu đài Görvälns ở phía bắc Stockholm được chọn làn ngoại thất của của tòa nhà trường học.

Quá trình quay phim mất 30 ngày để hoàn thành, từ đầu tháng 10 đến tháng 11 năm 2002. Ngôi trường Stjärnsberg trong phim dựa trên trường nội trú Solbacka, ngôi trường có thật mà tác giả tiểu thuyết theo học. Trường bị đóng cửa năm 1973. Tòa nhà gốc của Solbacka vẫn tồn tại và hoạt động thành một trung tâm giải trí cho các vận động viên chơi golf, nhưng đã được cải tạo đến mức đạo diễn cảm thấy nó không thể được sử dụng làm địa điểm quay phim đáng tin cậy. Thay vào đó, hầu hết các cảnh quay bên ngoài được thực hiện xung quanh Nhà Görväln ở Jakobsberg, phía bắc Stockholm. Khu ăn uống trong phim được xây dựng trong một studio như một bản sao nhà ăn gốc của trường học, dựa trên những bức ảnh từ thời đó. Các cảnh quay ở hồ bơi được ghi hình tại trường Gubbängsskolan ở phía nam Stockholm.
Các bài hát có mặt trong phim gồm có "Stupid Cupid" của Neil Sedaka, "The Great Pretender" của The Platters, "Weisser Halunder" của Inger Berggren và "Peggy Sue" của Buddy Holly & The Crickets.

## Phát hành
Bộ phim lần đầu được trình chiếu cho những khách hàng tiềm năng tại Thị trường phim Marché của Liên hoan phim Cannes năm 2003. Buổi chiếu đầu tiên trước khán giả của phim là tại Liên hoan phim quốc tế Toronto vào tháng 9 cùng năm. Buổi ra mắt phim tại Thụy Điển diễn ra vào ngày 26 tháng 9. Ondskan đã gặt hái thành công lớn về mặt thương mại ở Thụy Điển với tổng số 959.223 lượt vé bán ra. Ngày 24 tháng 6 năm 2005, tác phẩm được phát hành tại Vương quốc Anh và vào ngày 10 tháng 3 năm 2006 dưới dạng phát hành hạn chế tại Hoa Kỳ.

## Đón nhận

### Đánh giá chuyên môn
Ondskan nhận được 68% lượng tán đồng trên trang web tổng hợp đánh giá Rotten Tomatoes, dựa trên 38 bài đánh giá và đạt điểm trung bình là 6,53/10. Các chuyên gia của trang web nhất trí: "Những nỗ lực của Evil nhằm giải mã nguyên nhân và hậu quả của bạo lực không phải lúc nào cũng thành công, nhưng kết quả của cái kết được dàn dựng tốt vẫn có tác động đáng lo ngại. Metacritic thì chấm bộ phim số điểm trung bình là 61/100, dựa trên 15 nhà phê bình, thể hiện "các bài đánh giá nhìn chung là ổn".

### Giải thưởng
Bộ phim đã được Thụy Điển gửi đi tranh giải Oscar cho Phim ngoại ngữ xuất sắc nhất tại lễ trao giải Oscar lần thứ 76. Ngày 27 tháng 1 năm 2004, có thông báo rằng phim đã lọt vào 5 đề cử chung cuộc. Jan Guillou không thể tham dự lễ trao giải vì không nhận được vé. Tại giải Guldbagge của Thụy Điển, phim nhận được 7 đề cử và thắng ba giải: Phim xuất sắc nhất, Quay phim xuất sắc nhất và Thiết kế sản xuất xuất sắc nhất. Các hạng mục mà phim thất cử là Đạo diễn xuất sắc nhất, Kịch bản xuất sắc nhất, Nam diễn viên chính xuất sắc nhất cho Wilson và Nam diễn viên phụ xuất sắc nhất cho Gustaf Skarsgård.
| Năm  | Giải thưởng    | Hạng mục                          | Các đề cử                              | Kết quả   |
| ---- | -------------- | --------------------------------- | -------------------------------------- | --------- |
| 2004 | Giải Oscar     | Phim ngoại ngữ xuất sắc nhất      | Ingemar Leijonborg và Hans Lönnerheden | Đề cử     |
| 2004 | Giải Guldbagge | Phim xuất sắc nhất                | Ingemar Leijonborg và Hans Lönnerheden | Đoạt giải |
| 2004 | Giải Guldbagge | Đạo diễn xuất sắc nhất            | Mikael Håfström                        | Đề cử     |
| 2004 | Giải Guldbagge | Kịch bản xuất sắc nhất            | Hans Gunnarsson và Mikael Håfström     | Đề cử     |
| 2004 | Giải Guldbagge | Nam diễn viên chính xuất sắc nhất | Andreas Wilson                         | Đề cử     |
| 2004 | Giải Guldbagge | Nam diễn viên phụ xuất sắc nhất   | Gustaf Skarsgård                       | Đề cử     |
| 2004 | Giải Guldbagge | Thiết kế sản xuất xuất sắc nhất   |                                        | Đoạt giải |
| 2004 | Giải Guldbagge | Quay phim xuất sắc nhất           | Peter Mokrosinski                      | Đoạt giải |